# إيزيا هيجلين
إيزيا هيجلين (بالفرنسية: Izïa Higelin)‏ (مواليد 24 سبتمبر 1990)، هي مغنية روك وعازفة غيتار وممثلة فرنسية بدأت مسيرتها الفنية سنة 2006، حيثُ أطلقت أول ألبوم مطول لها.

## وصلات خارجية
- الموقع الرسمي
- إيزيا هيجلين على موقع IMDb (الإنجليزية)
- إيزيا هيجلين على موقع ميتاكريتيك (الإنجليزية)
- إيزيا هيجلين على موقع روتن توميتوز (الإنجليزية)
- إيزيا هيجلين على موقع قاعدة بيانات الأفلام العربية
- إيزيا هيجلين على موقع ألو سيني (الفرنسية)
- إيزيا هيجلين على موقع ميوزك برينز (الإنجليزية)
- إيزيا هيجلين على موقع تيرنر كلاسيك موفيز (الإنجليزية)
- إيزيا هيجلين على موقع أول موفي (الإنجليزية)
- إيزيا هيجلين على موقع قاعدة بيانات الأفلام السويدية (السويدية)
- إيزيا هيجلين على موقع أول ميوزيك (الإنجليزية)
- إيزيا هيجلين على موقع أول ميوزيك (الإنجليزية)